# 亞姆湖
65°1′15″N 50°14′23″E / 65.02083°N 50.23972°E
亞姆湖（俄语：Ямозеро），是俄羅斯的湖泊，位於該國西北部，由科米共和國負責管轄，處於烏斯季庫洛姆區，面積31.1平方公里，集水區面積119平方公里，平均水深1.6米。